# 반송중학교 (경남)
반송중학교(盤松中學校)는 대한민국 경상남도 창원시 성산구 반림동에 있는 공립 중학교로 경남에서 삼정자중과 함께 명문중으로 꼽힌다

## 학교 연혁
- 1984년 1월 30일 : 학교 설립 인가(18학급)
- 1984년 3월 5일 : 개교 및 입학식(6학급)
- 2001년 2월 15일 : 실내 사격 연습장 및 급식소 신축
- 2006년 3월 1일 : 30학급 인가
- 2008년 3월 20일 : 실내체육관 신축
- 2020년 3월 1일 : 제14대 안혜련 교장 부임
- 2023년 1월 5일 : 제37회 졸업식(졸업생 305명, 총 13,893명 졸업)
- 2023년 3월 2일 : 2023학년도 입학식(신입생 239명)

## 참고 자료
- 반송중학교 - 한국교육학술정보원 학교알리미